# Ich küsse Ihre Hand, Madame (1929)
Ich küsse Ihre Hand, Madame ist ein deutscher Spielfilm, eine Stummfilmoperette des Regisseurs Robert Land aus dem Jahr 1929 in sieben Akten. Die Hauptrollen sind mit Harry Liedtke und Marlene Dietrich besetzt.

## Handlung
Graf Lerski, ein ehemaliger Gardeoffizier des Zaren, lebt seit der Oktoberrevolution im Pariser Exil. Dort muss er, wie viele andere russische Adelige jener Zeit, seinen Lebensunterhalt selbst verdienen. Er arbeitet als Kellner in einem noblen Restaurant, wo ein gewisser Herr Talandier zu seinen Stammgästen gehört.
Eines Abends lernt Graf Lerski durch eine Verwechslung zufällig Laurence Gerard kennen, eine vornehme Dame der besseren Gesellschaft, die sich gerade von ihrem Mann Adolphe hat scheiden lassen und der auch Herr Talandier Avancen macht. Sie demütigt Talandier aber, u. a. indem sie ihn um einen Gefallen bittet, der ihren jungen Geliebten Percy (höchstwahrscheinlich gespielt von Hans Heinrich von Twardowski) betrifft, der sie im 2. Akt allerdings sitzen lässt. Graf Lerski und Laurence Gerard verlieben sich auf den ersten Blick ineinander und gehen zusammen aus. Dies wird von sowohl von Laurence’ Ex-Mann Adolphe als auch von Herrn Talandier argwöhnisch beobachtet. Talandier ist es dann auch, der Graf Lerski als Kellner outet.
Im Glauben, einem Hochstapler aufgesessen zu sein, bricht Laurence die Beziehung empört ab und versucht während eines Restaurantbesuches, Lerski öffentlich zu demütigen, erreicht sogar seine Entlassung, kann aber seinen Stolz und seine Würde nicht brechen. Als sich schließlich herausstellt, dass „der Kellner Jacques“ tatsächlich ein Graf Lerski ist, versucht Laurence, seine Gunst zurückzuerobern. Doch der verletzte Stolz von Lerski verbietet diesem, ihr zu verzeihen. Schließlich kommt es aber doch noch zu einem Happy End.

## Hintergrund
Als einer der letzten Stummfilme enthält dieser Film aus der Zeit des Übergangs zum Tonfilm bereits eine kurze Tonspur mit dem musikalischen Thema des Films, dem Tango Ich küsse Ihre Hand, Madame (Musik: Ralph Erwin, Text: Fritz Rotter), der schon im Jahr seiner Veröffentlichung 1928 in der Interpretation von Richard Tauber ein großer Schlager war.
Der Film wurde auf den Schlager hin gedreht, was bei mehreren der seinerzeit populären Schlager geschah: „Jeder populäre Schlagertitel erleidet heute das Schicksal der Verfilmung. Das ist nun einmal unabänderliches Gesetz. Man kann ja die meisten Lustspiele und Komödien, wenn man der Kapelle ein paarmal die Gelegenheit zum Spielen des Schlagers gibt, mit diesem Filmtitel benennen. Und die Handlung wäre auch wohl ohne die Entstehung des Schlagers geschrieben worden. […] Als Sonder-Attraktion hat man dem Film ein paar Meter Ton-Aufnahme mit auf den Weg gegeben. Harry Liedtke singt mit Taubers Organ den Schlager des Tages von der ‚Hand’ und der ‚Madame’ (Ich küsse Ihre Hand, Madame). Den vielen Theaterbesitzern, die über eine Tonfilm-Apparatur nicht verfügen, sei gesagt, dass der Film auch ohne diese Toneinlage an seiner Wirkung nichts verliert.“
Die Schallplattenaufnahme von Richard Tauber wurde verwendet, um damit eine kurze 2-minütige Gesangsszene zu synchronisieren, in welcher man im Bild den Schauspieler Harry Liedtke singen sah. Diese kurze Tonaufnahme gilt als einer der ersten Versuche zum frühen deutschen Tonfilm. Bemerkenswert ist auch, dass im Begleitprogramm zu dem Hauptfilm auch zwei „richtige“ Kurz-Tonfilme mit Schlagermusik liefen: 1) Das Orchester Bernard Etté spielt den Schlager Ramona (Mabel Wayne/Fred Bargy); Dauer: vier Minuten. 2) Der Kurztonfilm-Sketch Das letzte Lied von Frank Clifford. Darin ist der Sänger (Bassist) Ludwig Hofmann (1895–1963) zu sehen; Dauer: vierzehn Minuten.
Die Bauten des Films stammen von Robert Neppach.

## Veröffentlichung
Ich küsse Ihre Hand, Madame wurde am 17. Januar 1929 im Berliner Tauentzienpalast uraufgeführt.
Der Film wurde am 9. August 2013 von Dynasty Film (Intergroove) auf DVD herausgegeben. Bereits im Dezember 2001 erschien Ich küsse ihre Hand, Madame beim Studio Salzgeber & Co. Medien GmbH als DVD.

## Kritik
Karlheinz Wendtland bemerkte zum Film: „Diese Tonfilm-Einlage [von Richard Tauber] und der Tobis-Kurztonfilm RAMONA im Vorprogramm, in dem das damals sehr beliebte Tanzorchester Bernhard Etté spielte, brachten wahre Begeisterungsstürme des Publikums.“
Georg Herzberg schrieb im Film-Kurier vom 18. Januar 1929, dass der Regisseur Robert Land, „die dünne und blutarme Handlung“ mit „leichter Hand“ entwickle. Auch sei Pariser Flair, wo der Film spielt, eingefangen worden. „Nicht eben viel, aber mehr als in mancher anderen Seine-Verfilmung, made in Germany.“ Marlene Dietrichs Leistung wurde mit den Worten „spielt charmant und gut angezogen die Madame der vielbesungenen Hand“ gewürdigt. Weiter hieß es: „Für solche Rollen, die von der Darstellerin eine gute Erscheinung und elegantes Auftreten verlangen ohne schwere schauspielerische Aufgaben zu enthalten, dürfte sie nach diesem Film sehr gesucht sein.“ Auch Harry Liedtkes Leistung fand anerkennende Worte: „Harry Liedtke fügt zu seinen zahllosen Liebhaberrollen eine neue. Lächelnd sympathisch, seines Stardaseins bewußt. Es ist häufig als blinzelt er an dem Regisseur vorbei ins Parkett und begrüßt seine Anbeterinnen mit einem jovialen ‚Tag, Kinderchen‘.“
Hans Wollenberg beschäftigte sich mit dem Film in der Lichtbild-Bühne vom 18. Januar 1929. Für ihn war die Hauptdarstellerin Marlene Dietrich „ein bemerkenswert glücklicher Griff. Internationaler Typ, verführerische Figur, charmantes Gesicht und viel Grazie bei der Verwendung prachtvoller Pariser Toiletten“. Der Regisseur mische „ein bißchen Sentimentalität mit ein bißchen Frivolität, eine gute Dosis Humor mit einem Schuß sozialer Pathetik“ […] das Ganze gehe dem Zuschauer „angenehm und glatt ein“, es „unterh[a]lt[e] und amüsier[e]“. Weiter merkte Wollenberg an, dass der Film „nicht der Erfolg“ wäre, „der er ist, wenn – Karl Huszar-Puffy nicht wäre. Der amüsante Dicke hat sich zu einem Charakterkomiker ersten Ranges gesteigert und entwickelt komische Wirkungen im Spiel die – von der Regie immer wieder an der richtigen Stelle eingesetzt – durchschlagende Zündkraft haben“. „Bemerkenswert“ seien auch die Nachtaufnahmen in Paris.